# جری وال
جری وال (انگلیسی: Jerry Vale؛ ۸ ژوئیهٔ ۱۹۳۰ – ۱۸ مهٔ ۲۰۱۴) یک موسیقی‌دان اهل ایالات متحده آمریکا بود.